# Associação Americana de Neurologia
A American Neurological Association (ANA) é uma sociedade profissional de neurologistas e neurocientistas acadêmicos que se dedica a promover os objetivos da neurologia acadêmica; para treinar e educar neurologistas e outros médicos nas ciências neurológicas; e expandir nossa compreensão das doenças do sistema nervoso e nossa capacidade de tratá-las.  Foi fundado em junho de 1875. 